# Havestar EP
Havestar EP – to drugi album zespołu I:scintilla.

## Lista utworów
1. "Havestar"
2. "Scin"
3. "The Bells"
4. "Capsella [Toxin Mix]"
5. "Havestar [Combichrist] Mix]"
6. "Havestar [Diskonnekted Mix]"
7. "Scin [Neikka Rpm Mix]"
8. "Havestar [Implant Mix]"
9. "Capsella [Klutae Mix]"